# 榎伸晃
榎 伸晃（えのき のぶあき）は、日本の漫画家、漫画原作者。兵庫県出身。

## 略歴
- 2008年、「BAKU-バク-」がストキン炎上半期にてガリョキン部門努力賞を受賞。
- 2009年、「-陸王-」がJUMPトレジャー新人漫画賞4月期で佳作を受賞[1]。審査員は篠原健太。
- 2014年、『週刊少年ジャンプ』にて『学糾法廷』を連載開始[2]。榎が原作を務め、小畑健が作画を担当した[2]。

## 作品リスト

### 連載
- 学糾法廷（『週刊少年ジャンプ』2015年1号[2] - 24号[3]、完結編『少年ジャンプ+』[3]） - 作画：小畑健

### 読み切り
- ゆうれいのガッコウ（『赤マルジャンプ』2010 WINTER）
- 学糾法廷（『ジャンプLIVE』1号）
- てのひらを太陽に（『ジャンプGIGA』2019 SUMMER vol.2） - 作画：志井マサキ